# محمد بن خليفة آل مكتوم
الشيخ محمد بن خليفة بن سعيد آل مكتوم هو سياسي من الإمارات العربية المتحدة وأحد أفراد العائلة المالكة في دبي. الشيخ محمد هو ابن العم الأول لحاكم دبي الحالي، الشيخ محمد بن راشد آل مكتوم، ورئيس وكالة دبي للتنظيم العقاري، مسجل الأراضي في إمارة دبي.

## حياته
تلقى تعليمه في مدرسة اللغة الإنجليزية التابعة لـ صندوق بيل التعليمي، كامبريدج.
عيين عام 1971 (تأسيس دولة الإمارات العربية المتحدة) من قبل ابن عمه الأول، أمير (حاكم) دبي، مكتوم بن راشد آل مكتوم. وكان أمير مكتوم نفسه أول رئيس منذ عام 1960.
يمتلك الشيخ خيل أصيل لسباق الخيل، الفائز هو الصبي الآسيوي بالتاج الثلاثي الإماراتي لعام 2007.